# 新宿音楽祭
新宿音楽祭（しんじゅくおんがくさい）は、1968年から1994年（1988年は昭和天皇の容態悪化に配慮して中止となったため、入賞した歌手20組は全員銅賞扱い）にかけて開催された、新人歌手対象の音楽祭である。開催時期は毎年10月初旬から中旬となっており、ニッポン放送「銀座音楽祭」、ラジオ日本「横浜音楽祭」、ABC「ABC歌謡新人グランプリ」と並んでラジオ局による歌謡新人賞レース序盤の重要な大会であった。

## 概要
新宿音楽祭は1968年に創始された新宿祭の一環として、紀伊國屋書店創業者である田辺茂一を会長とする新都心新宿PR委員会の主催で同年に東京厚生年金会館で第1回大会が行われ、1969年から1972年は新宿コマ劇場、1973年から1975年および1991年以降は東京厚生年金会館、1976年から1990年にかけては千代田区の日本武道館が使用された。後援は東京都・新宿区。大会顧問は平井賢、斎藤茂、高木清他。
大会の模様は文化放送で生中継され、放送時間は1974年 - 1987年までは16時 - 20時30分。1989年以降は18時 - 22時。正味、4時間の放送であった。また文化放送だけでなく地方民間放送共同制作協議会（火曜会）加盟各局でも同時放送されていた。
1986年まではフジテレビの『土曜スペシャル』で90分（後に75分）編集版が関東ローカルで、テレビ放送されていたことがある。編集版では第2部の全て、大会顧問の講評、EDを割愛された他、金賞発表をまとめてカットされたこともあった。
大会は基本的に3部構成で、第1部は参加歌手による歌唱。第2部は前年度の金賞受賞者など、ゲストによる歌唱コーナー。第3部は審査結果発表と金賞受賞者の再歌唱となっていた。
最高賞は「金賞」で、原則として2組が選ばれた。受賞歌手にはトロフィー、賞金と新宿区長賞。副賞としてスポンサーから賞品が贈呈されていた。1974年 - 1982年まではイタリアの「サンレモ音楽祭」へ派遣された（受賞者にはアリタリア航空より航空券とバッグ。サンレモ音楽祭 組織委員会より、サンレモ音楽祭賞と特別招待状が贈呈されていた）。以下、「審査員特別奨励賞」（1組）「銀賞」（5組）「敢闘賞」（1組）と続き、入賞は「銅賞」となった。
（毎年ではないと思われたが）本選の2週間程前の週末に新宿三井ビル入口の野外ステージ（フォンターナ）においてエントリー歌手を紹介する（勿論全歌手が出演し歌唱する）プレステージが催された。観覧は自由な為、特に1982年の新人豊作の年には親衛隊や通行人がごった返し大変なイベントとなった。
オープニングとエンディングで「新宿音楽祭の歌」（正式な題名不詳）がバンドとスクールメイツによるコーラスで流れた。
提供スポンサーはパイロット萬年筆、トモヱそろばん、富士重工、ヤクルト、森永製菓、大王製紙、スワローヘア化粧品、ニコマートなどの複数企業。後年は一社提供で、ライオン、シャープを経て、最終回はクラリオンが務めた。音楽の多様化等により、1994年度を以て終了した。

## 司会
司会は文化放送の男性アナウンサーが代々、務めており、同局アナ時代のみのもんた、梶原しげるがその名を連ねていた。第2部は同局の若手・中堅 男性アナが司会を務めていた。女性アナウンサーは、局アナ時代の落合恵子が務めたことがある程度である。
- 佐藤依、落合恵子（? - 1975年）
- みのもんた（1976年 - 1979年）
- 梶原茂（現・梶原しげる　1980年 - 1991年）
- 竹内靖夫（1992年 - 1994年）

## 受賞者一覧

### 金賞
- 矢吹健、はつみ・かんな（後のしばたはつみ）、久保内成幸とロマネスクセブン（1968年）
- はしだのりひことシューベルツ、高田恭子、斉条史朗（1969年）
- 日吉ミミ、野村真樹（1970年）
- 五木ひろし、南沙織（1971年）
- 麻丘めぐみ、森昌子（1972年）
- 八代亜紀、アグネス・チャン（1973年）
- 中条きよし、西川峰子（1974年）
- 岩崎宏美、細川たかし（1975年）
- 内藤やす子、新沼謙治（1976年）
- 清水健太郎、高田みづえ、狩人（1977年）
- 石野真子、渡辺真知子（1978年）
- 竹内まりや、桑江知子（1979年）
- 田原俊彦、松田聖子（1980年）
- 近藤真彦、山川豊（1981年）
- シブがき隊、小泉今日子（1982年）
- THE GOOD-BYE、岩井小百合、桑田靖子（1983年）
- 吉川晃司、岡田有希子（1984年）
- 中村繁之、本田美奈子（1985年）
- 少年隊、真璃子（1986年）
- 酒井法子、立花理佐（1987年）
- マルシア、田村英里子（1989年）
- 忍者、晴山さおり（1990年）
- Mi-Ke、中嶋美智代（1991年）
- 田川寿美、永井みゆき、宮田愛（1992年）
- シュー・ピンセイ（中国語版）、井上りつ子（1993年）
- 水田竜子、西尾夕紀（1994年）

### 審査員特別奨励賞
- いとのりかずこ（1971年）
- 藤原誠（1972年）
- あべ静江（1973年）
- グレープ（1974年）
- 小川順子（1975年）
- 角川博（1976年）
- 渋谷哲平（1978年）
- 倉田まり子（1979年）
- 岩崎良美（1980年）
- 堤大二郎（1981年）
- 中森明菜（1982年）
- 長山洋子（1984年）
- 芳本美代子、松本典子（1985年）
- 水谷麻里（1986年）
- 武山あきよ（1987年）
- 香田晋（1989年）
- 藤あや子（1990年）

### 銀賞
- サトー・ノト、早瀬一也、東弘子(叶ひろ子)、可奈まゆみ、ジョーヤ増淵とアフロアミーゴス（1968年）
- 千賀かほる、ビリーバンバン、箱崎晋一郎ほか（1969年）
- 君夕子、ジョイベルス東京、姿憲子、マイケル中村（1970年）
- 湯原昌幸、平山三紀、白川奈美ほか（1971年）
- 青い三角定規、三善英史、牧村三枝子ほか（1972年）
- 桜田淳子、山口百恵、ジュン沢木、夏木マリほか（1973年）
- 小坂明子、テレサ・テン、伊藤咲子、麻生よう子ほか（1974年)
- 太田裕美、岡田奈々、片平なぎさ、野川明美（1975年）
- ピンク・レディー、朝田のぼる、三波豊和、田山雅充ほか（1976年）
- 神田広美、香坂みゆき、太川陽介、榊原郁恵（1977年）
- さとう宗幸、石川ひとみ、中原理恵、金井夕子ほか（1978年）
- 井上望、石川優子、宮本典子、BORO（1979年）
- 松村和子、河合奈保子、鹿取洋子ほか（1980年）
- 沖田浩之、竹本孝之、祐子と弥生、ニック・ニューサ（1981年）
- 早見優、松本伊代、石川秀美、堀ちえみ、尾形大作（1982年）
- 大沢逸美、原真祐美、佐山友香、柳沢純子、伊藤麻衣子（1983年）
- 神野美伽、荻野目洋子、辻沢杏子、渡辺桂子、田中久美（1984年）
- 井森美幸、橋本美加子、岡本舞子、石野陽子（1985年）
- 山瀬まみ、勇直子、段田男、湯江健幸（1986年）
- BaBe、畠田理恵、仁藤優子、石田ひかり、坂本冬美（1987年）
- 細川直美、川越美和、麻生詩織、尾鷲義仁（1989年）
- 田中陽子ほか（1990年）
- 胡桃沢ひろ子、高見のり子ほか（1991年）
- 加藤紀子ほか（1992年）

### 敢闘賞
- ズー・ニー・ヴーほか（1969年）
- 本郷直樹、平田隆夫とセルスターズほか（1971年）
- 森本英世、チューインガムほか（1972年）
- 藍美代子、安西マリア、春日はるみ（現・川中美幸）ほか（1973年）
- あいざき進也、いずみたくシンガーズ、城みちる、リンリン・ランランほか（1974年）
- 西島三重子、バンバン（1975年）
- 三木聖子ほか（1976年）
- ビューティ・ペア（1977年）
- 北野玲子（1978年）
- 杏里、越美晴、松原のぶえ（1979年）
- 柏原よしえ、石坂智子、千葉まなみ（1980年）
- ひかる一平、早世ひとみ（1981年）
- 原田悠里、日野美歌（1982年）
- 森尾由美、小野さとる（1983年）
- 山本ゆかり、椎菜（1984年）
- 奥田圭子、宮野比呂美（1985年）
- 藤井一子、清水香織（1986年）
- 伊藤智恵理（1987年）
- 渡辺ひろ美、星野由妃（1989年）

### 銅賞
- 芥川澄夫ほか（1968年）
- 大川栄策ほか（1969年）
- 瀬川瑛子、千葉紘子ほか（1970年）
- 野口五郎、牧葉ユミほか（1971年）
- 伊丹幸雄、岩渕リリ、研ナオコほか（1972年）
- ダ・カーポ、あさかまゆみほか（1973年）
- 風吹ジュン、浅野ゆう子、荒川務ほか（1974年）
- ちゃんちゃこ、草川祐馬、豊川誕、殿ゆたか、ザ・リリーズ、秋庭豊とアローナイツ、黒木真由美ほか（1975年）
- 古時計、芦川よしみ、吉田真梨、桜たまこほか（1976年）
- 荒木由美子、清水由貴子、川崎麻世、渥美二郎、渡真介ほか（1977年）
- サザンオールスターズ、レイジー、北原由紀、トライアングル、ラブリーズ、豊田清ほか（1978年）
- BIBI、高見知佳、大滝裕子、ロコとエッコ、能瀬慶子ほか（1979年）
- 浜田朱里、甲斐智枝美、比企理恵、合田道人ほか（1980年）
- 河合夕子、林紀恵、沢田富美子、矢野良子、杉田愛子、和泉友子、速水陽子、高瀬文ほか（1981年）
- 三田寛子、つちやかおり、水野きみこ、水谷絵津子、渡辺めぐみ、新井薫子、川島恵、北原佐和子、新田純一ほか（1982年）
- 小林千絵、徳丸純子、小久保尚美、木元ゆうこ、菊地陽子、松尾久美子、矢吹薫ほか（1983年）
- ダック・テールズ、若山かずさ、加藤香子、滝里美、高橋美枝、松本友里、青木美保、小椋幸子、君津旭、岸浩太郎ほか（1984年）
- 南野陽子、浅香唯、セイントフォー、森下恵理、若林加奈、若林志穂、高橋利奈、祭小春、森田まゆみほか（1985年）
- 中川輝美（現・伍代夏子）、諸岡ケンジ、ヒルビリー・バップス、浅倉亜季、志賀真理子、原田ゆかりほか（1986年）
- 渡瀬麻紀（現・マキ）、牧野アンナ、西方裕之、石上久美子ほか（1987年）
- 大和さくら、仲村知夏、香西かおり、小金沢昇司、相川恵里、藤谷美紀ほか（1988年）

※1988年は昭和天皇の容態悪化に配慮して中止されたため、入賞歌手20組は全員銅賞扱いとなった。
- 門馬良、多岐川舞子ほか（1989年）
- 西野妙子ほか（1990年）

## 当音楽祭の編成に伴う影響等
当時、ナイターオフの開始前後にこの音楽祭が組まれていた関係で平日に当たる場合、その年のナイターオフ番組の開始日を1日ずらし、音楽祭の模様を放送していた。
極稀に音楽祭の開催日が土曜や日曜にずれたケースもあり、その時は当時の土・日曜のナイターオフ番組の開始日を1週ずらし、この音楽祭の模様を放送していた。そのため、ネット番組の第1回を文化放送では、ナイターオフの2週目から遅らせて放送した。

## TV中継スタッフ
1977・85年当時
- 主催：新都心新宿PR委員会
- 指揮：小野満（1977）・ダン池田→小田啓義→三原綱木
- 演奏：小野満とスイングビーバーズ、豊岡豊とスイングフェイス、ダン池田とニューブリード、フラワーアンサンブル
- 踊り：スクール・メイツ
- 構成：みやもり純
- 音楽：高見弘
- プロデューサー：堀治高（1984～85）
- 企画制作：文化放送
- 編集：東洋現像所ビデオセンター
- 中継ディレクター：森正行（1977）、平野友孝（1985）
- 制作著作：フジテレビ